# サターンV
サターンV（サターンファイブ、Saturn V）は、1967年から1973年にかけてアメリカ合衆国のアポロ計画およびスカイラブ計画で使用された、使い捨て方式の液体燃料多段式ロケット。日本では一般的にサターンV型ロケットと呼ばれる。

## 概要
月飛行用ロケットとして知られており、アメリカ航空宇宙局（NASA）が6年間で計13機のサターンVを発射した。その間、搭載物が失われるような大きな事故は一度も起こっていない。全高、総重量、ペイロード（搭載物重量）などの項目で、史上最大のロケットである。これらは、ギネス世界記録として認定されている。後に、旧ソビエト連邦でエネルギアが開発され、離床推力でわずかにサターンVを上回ったが、1980年代に2回試験飛行を行っただけで、後に計画自体が中止されたため、こちらは実用ロケットとは言い難い。
サターン・シリーズの旗艦であるサターンVは、ウェルナー・フォン・ブラウン博士の指揮の下、ボーイング、ノース・アメリカン、ダグラス、IBM等が元請け企業となり、アラバマ州ハンツビルのマーシャル宇宙飛行センターにおいて開発が進められた。各三段のロケットはそれぞれの担当企業によって製作されたが、最終的にそれらを引き取り組み立てる作業はボーイングが行った。

## 背景
1957年10月4日、旧ソビエト連邦が史上初の人工衛星となるスプートニク1号を打ち上げた。当時アメリカ合衆国上院の院内総務を務めていたリンドン・ジョンソンはその時の印象について以下のように回想している。

「我々は大変な衝撃を受けた。アメリカ以外の国が、偉大な我々の祖国よりも優位に立つ技術を開発することが可能であることを知ったからだ」

だがスプートニクの衝撃は、それだけでは終わらなかった。1961年、ユーリイ・ガガーリン飛行士がボストーク1号で世界初の有人宇宙飛行を行ったことにより、ソ連が宇宙開発競争においてアメリカをリードしていることを思い知らされたからである。
これを受け、1961年5月25日、米国大統領 ジョン・F・ケネディは、1960年代の終わりまでに人間を月面に到達させる声明を発表した。とはいえ、その時点でアメリカが行った有人宇宙飛行といえば、マーキュリー計画の最初の有人機（フリーダム7）でアラン・シェパード飛行士が行った、わずか15分間の弾道飛行のみであった。当時のアメリカには、有人宇宙船を月まで到達させることができるようなロケットは存在しなかったのである。開発中の大型ロケットサターンIを複数機使用すれば、軌道上に月飛行用の宇宙船を打ち上げることは可能だったが、同機が初飛行するのは、この5か月後の10月27日のことであった。サターンVはいまだ白紙の状態だったが、後に同機に使用される強力なF-1ロケットエンジンは既に開発されており、燃焼試験も行われていた。

### 計画の概要
計画の初期段階で、NASAは月飛行について、以下の4種類のプランを持っていた。
1. 直接降下方式
2. 地球周回軌道ランデブー方式（Earth Orbit Rendezvous, EOR）
3. 月面ランデブー方式
4. 月周回軌道ランデブー方式（Lunar Orbit Rendezvous, LOR）

プラン1は巨大ロケットを使用して直接月面に着陸するもの、プラン2は地球周回軌道上に二機の宇宙船を二度に分けて打ち上げ、ドッキングさせてから月面に向かうもの、プラン3は二機の宇宙船を続けて打ち上げ、燃料を搭載した無人の宇宙船が先に月面に到達し、その後人間を乗せた宇宙船が着陸するもの、プラン4は一回の発射で母船と月着陸船をまとめて打ち上げ、着陸船のみが月面に降り立ち、月周回軌道でランデブーとドッキングを行ってから地球に帰還する、というものである。
NASAは当初LOR案については、「ランデブーやドッキングは地球周回軌道上においてさえも行われたことがなく、まして月周回軌道上で行うのはリスクが大きすぎる」として排除していたが、ラングレー研究所のジョン・フーボルトや、ラングレー調査センター技術士のジョン・ヒューバート、NASA事務官ジョージ・ローなど何人かのNASAの役人は、LOR方式こそが最も単純な方法であり、コストの面から見ても、（そしてこれが恐らく最も重要なことだが）60年代中に月面着陸を成功させるという目標を達成するにも、最良の方法であると主張した。やがて他の官僚たちもそれを確信し、1962年11月7日、LOR方式が計画の基本方針として正式に採用された。

## 開発

### C-1からC-4へ
1960年から1962年にかけて、マーシャル宇宙飛行センターは多目的ロケット開発に関する様々な構想を描いていた。そのうちC-1と呼ばれていたプランは、後にサターンIとして実現する。C-2と呼ばれるプランは、第一段に2基のF-1、第二段に4基のJ-2、第三段に6基のRL-10を使用するもので、初期段階でC-3案に吸収された。
NASAは当初、C-3案のロケットを4機から5機使用して月飛行用宇宙船を建設する、地球周回軌道ランデブー方式を計画していたが、その時すでにマーシャル宇宙飛行センターは、より大きなC-4ロケットを計画していた。C-4は第一段に4基のF-1、第二段はC-3の二段目の拡張型、そして第三段はJ-2エンジンを搭載したS-IVBを使用するものである。この方式であれば、使用するロケットは2機で済むことになる。

### C-5
1962年1月10日、NASAはC-5ロケット計画を発表した。C-5は第一段に5基のF-1、第二段に5基のJ-2、第三段に1基のJ-2を使用するものである（これがそのまま、サターンVのデザインとなった）。C-5は月飛行のために必要なより高い搭載能力、特に月軌道に41,000kg以上の衛星を投入できる能力を持つものとしてデザインされた。ただ第一号機を製作する前には、各部分の試験を積み重ねていかなければならない。第三段ロケットはC-IBの第二段としても利用できるもので、C-5の概念と実行可能性を証明しなければならないが、同時に開発を継続するために検討されるべきデータも提供しなければならない。また有人飛行の前の無人発射実験の回数を減らすためにも、ロケットの各段を別個に試験するのではなく、すべての段を一度にまとめて発射試験してしまうほうが望ましいと判断された。
1963年初頭、C-5はアポロ計画のための正式なロケットとしてNASAに追認され、同時にサターンVと命名された。

## 技術
サターンVのその巨大なサイズと搭載能力は、それ以前に発射されたいかなるロケットをもはるかに凌駕するものであった。全長は110.6m、直径は翼部分を除いても10m、ロンドンのセント・ポール大聖堂とほぼ同等サイズで、総重量2,721トン、低軌道に118トンの人工衛星を打ち上げる能力を持つ。VAB（ロケット組立棟）から出庫されるときには、ドアとの隙間は1.82mしかなかった。ちなみにアメリカ初の有人宇宙飛行フリーダム7に使用されたレッドストーンロケットは、第三段S-IVBよりも3.4m高いだけで、出力はアポロ司令船に設置されている緊急脱出用ロケット (Launch Escape System, LES) よりも小さかった。
サターンVは主としてアラバマ州ハンツビルのマーシャル宇宙飛行センターでデザインされたが、推進機関を含む多数のシステムは、下請け企業によって設計された。強力なF-1エンジンとJ-2エンジンは、地上で燃焼試験をする際は、近隣家屋の窓を破壊してしまうほど強力であった。技術者たちは、当初からサターンIで使用された技術を可能な限りサターンVに共有しようと試み、実際に第三段のS-IVBは、サターンIの第二段S-IVを基礎にして開発されたものであった。自動制御装置も、サターンI独自に使われていたものが共有された。

### 構成

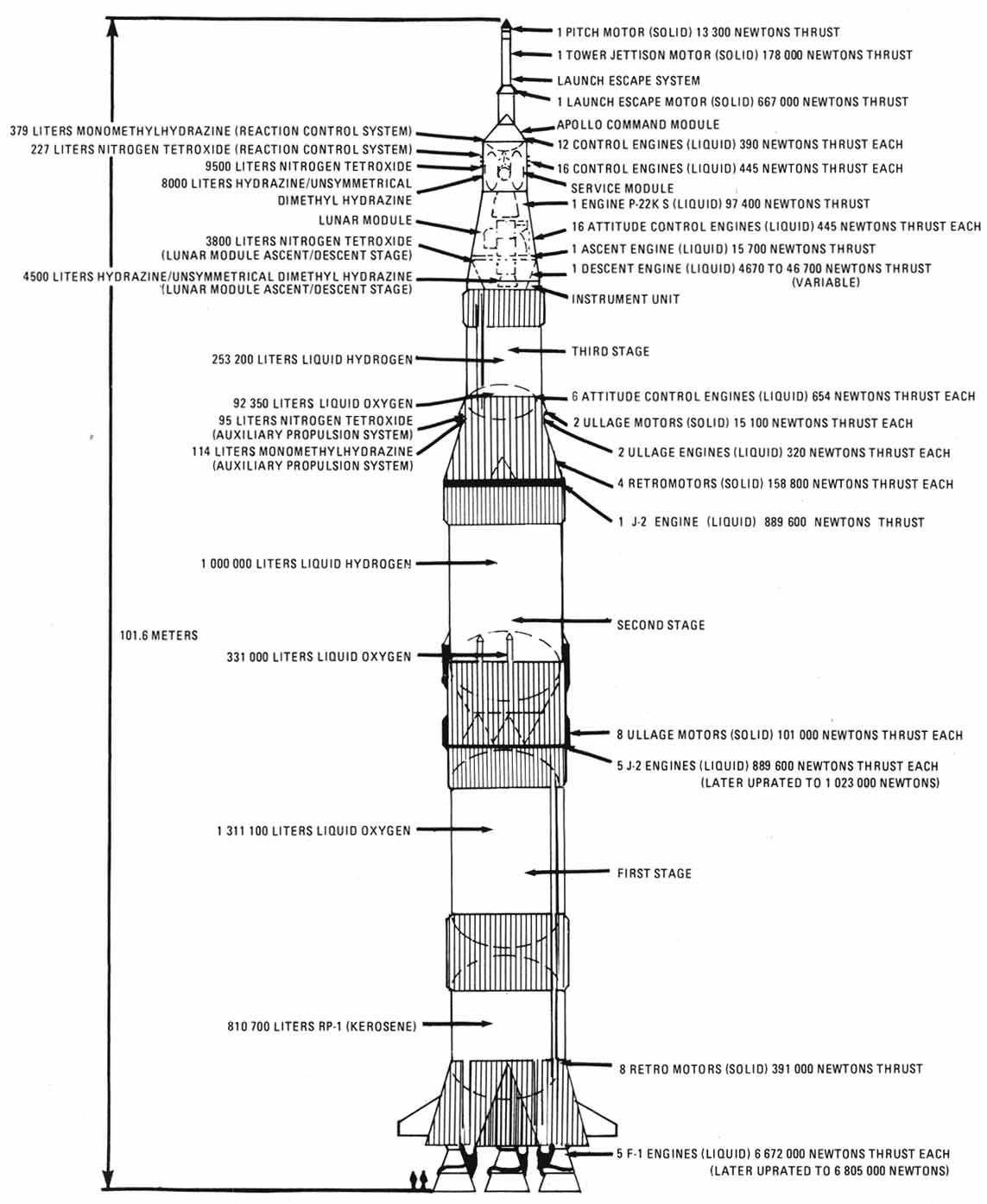
サターンV図解

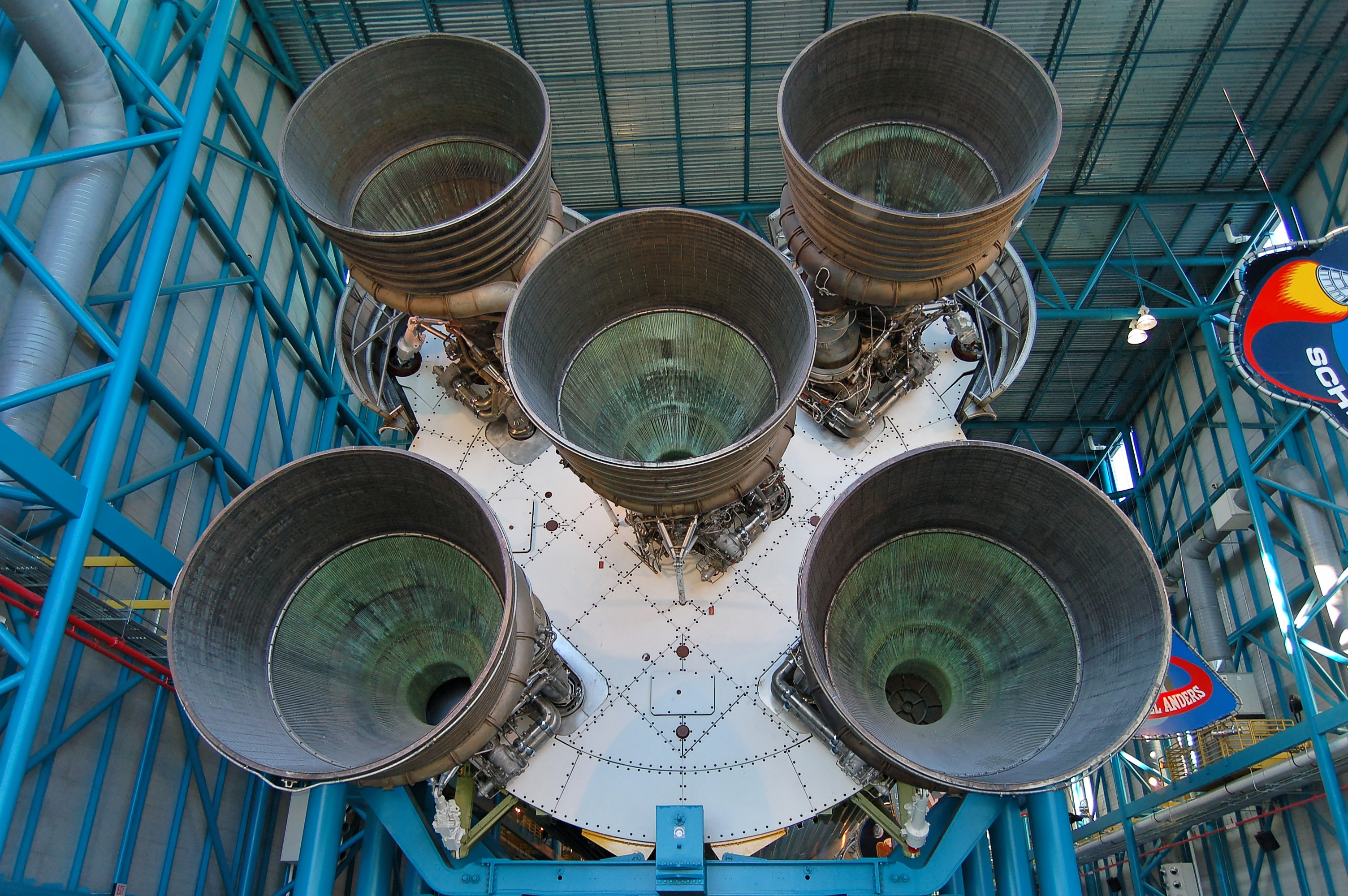
ケネディ宇宙センターに展示されているS-ICの5基のエンジン

サターンVは第一段S-IC、第二段S-II、第三段S-IVB、そして自動制御装置によって構成されている。酸化剤は液体酸素が使用されており、燃料は第一段がケロシン、第二・三段は液体水素である。各段には、切り離しの際に確実にロケットを分離させ、また燃料をタンクの底に押しつけポンプに送り込むための小型の固体燃料ロケットが搭載されている。

### 第一段 (S-IC)

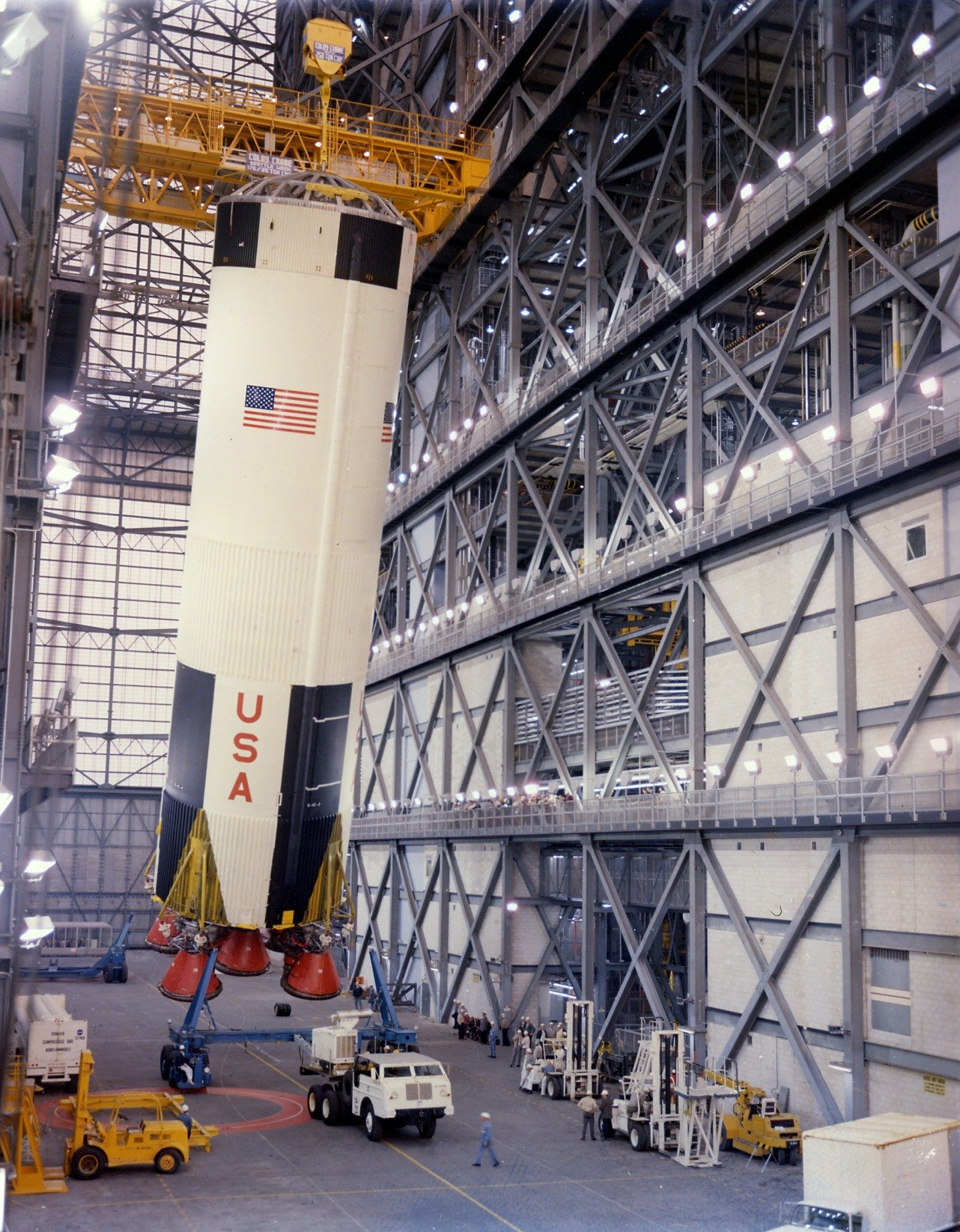
VABの中で垂直に立てられようとしている、アポロ8号の第一段。1968年2月1日

S-ICは、ニューオーリンズにあるボーイング社のミシャウド組立施設 (Michoud Assembly Facility) で製作された。同工場では、その後スペースシャトルの外部燃料タンクが製造された。発射時の2,000トンにも及ぶ重量のほとんどを占めているのは、燃料のケロシンと酸化剤の液体酸素である。全長は42m、直径は10mで、5基のF-1エンジンが3,460トン (34MN) の推力を発揮し、発射後2分30秒で高度61kmにまで到達させる。5基のうち中央の1基は固定されており、ジンバル（首振り）機構が設けられた周囲の4基がロケットの飛行を制御する。また加速度を制限するために、中央の1基は発射後2分で燃焼を停止する。

### 第二段 (S-II)
S-IIはカリフォルニア州シール・ビーチのノースアメリカン航空で製作された。液体水素と液体酸素を使用するJ-2エンジンを5基搭載し、第一段と同様中央の1基は固定され、周囲の4基で飛行を制御する。全長は24.9m、直径は第一段と同じ10mである。453トン (5.1MN) の推力で、ロケットを大気圏上層部にまで上昇させる。機体は超軽量に設計されており、全重量のうち90％以上を燃料と酸化剤が占めるが、構造試験で2度の事故を起こした。タンクはS-ICのように二つのタンクを内蔵するのではなく、液体酸素タンクの上部と液体水素タンクの下部は、フェノール樹脂をアルミニウムで挟んだ一枚の隔壁で仕切られているだけである。この隔壁は二つのタンクの70度もの温度差を緩衝し、機体重量を3.6トン削減することに貢献した。S-IIとS-ICは、輸送船によって海路でケネディ宇宙センターに搬入された。

### 第三段 (S-IVB)
S-IVBはカリフォルニア州ハンチントン・ビーチのダグラス・エアクラフト社で製造された。J-2エンジンを1基搭載しており、燃料はS-IIと同じ液体水素である。燃料と酸化剤のタンクはS-IIと同様、一枚の隔壁だけで仕切られている。全長は17.85m、直径は6.6mで、重量削減のためのさまざまな工夫がなされている。月へ向かうにあたり、S-IVBは二回の噴射を行う。一回目は、第二段の燃焼終了後から2分半にわたって行われるもので、機体を地球周回軌道に投入し、その後6分の噴射を行い、月へと向かう軌道に乗る。
なおS-IVBは、ケネディ宇宙センターにはスーパーグッピーと呼ばれる飛行機を使って空路輸送された。

### 自動制御装置

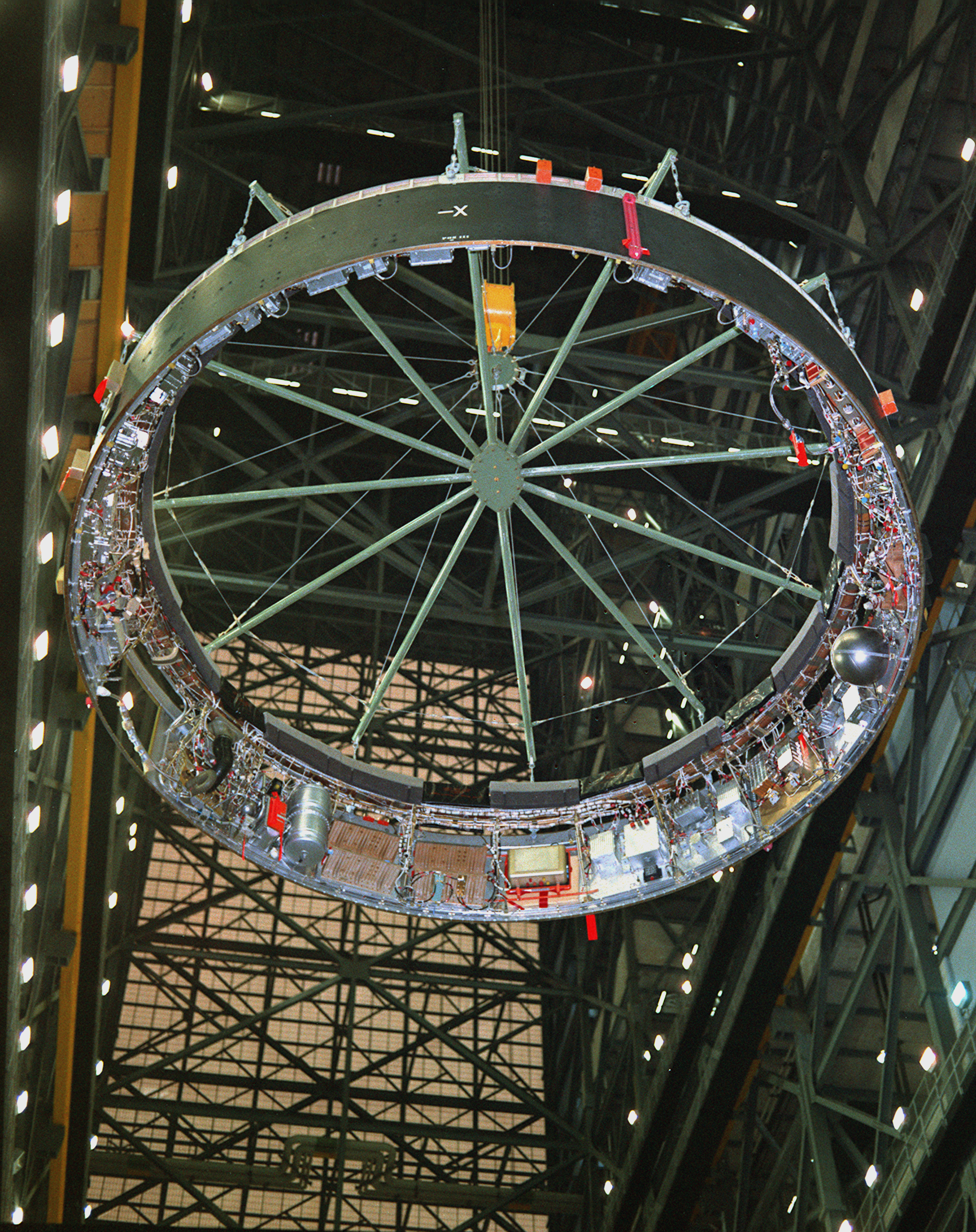
アポロ4号で使用された自動制御装置

IBMが製作した自動制御装置は、第三段の頂上部に設置されている。機器本体の組立は、ハンツビルのマーシャル宇宙飛行センターで行われる。内部にはジャイロスコープや加速度検出器など様々な計測機器が搭載されており、それらのデータをコンピューターが即時に演算し、予定されたコースから逸脱することのないよう、発射直後から第三段が投棄されるまでの間ロケットを制御する。

### 安全装置
機体が破損するなどして飛行を緊急停止せざるを得ないような事態が発生した場合には、自動的に安全装置が作動してエンジンを停止し、数秒間の間をおいて機体表面に設置された自爆装置に信号が送られ、ロケットは爆破される。これにより、燃料と酸化剤が空中で混合することが最小限に抑えられ、燃料は速やかに分散される。数秒間のタイム・ラグは、飛行士に緊急脱出用ロケットまたは機械船の主エンジンを使って脱出する時間的余裕を与えるためのものである。

## 他機との比較

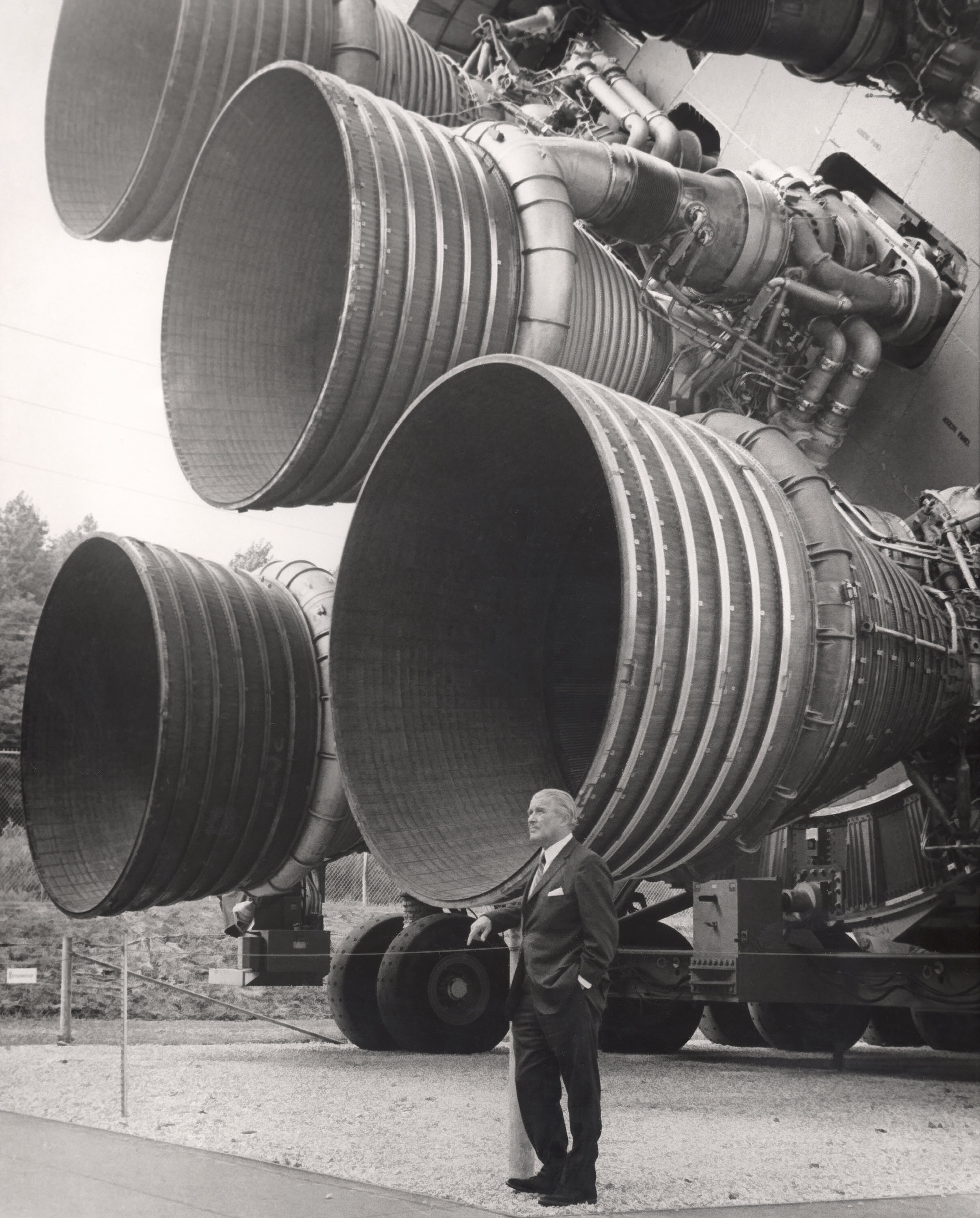
サターンV第一段F-1エンジン（手前はウェルナー・フォン・ブラウン博士）

### N-1
サターンVに対抗し得るロケットとしては、ロシア（旧ソ連）のN-1が挙げられる。全長、総重量、搭載能力はいずれもサターンVが上回っているものの、第一段の直径と推力はN-1が上である。N-1は4回の発射実験が行われたものの、ロケットが爆発するなどの事故を起こし、計画は破棄されている。第一段に小型ロケットエンジンを30基搭載しており、それによる構造の複雑化が事故の原因となっていた。

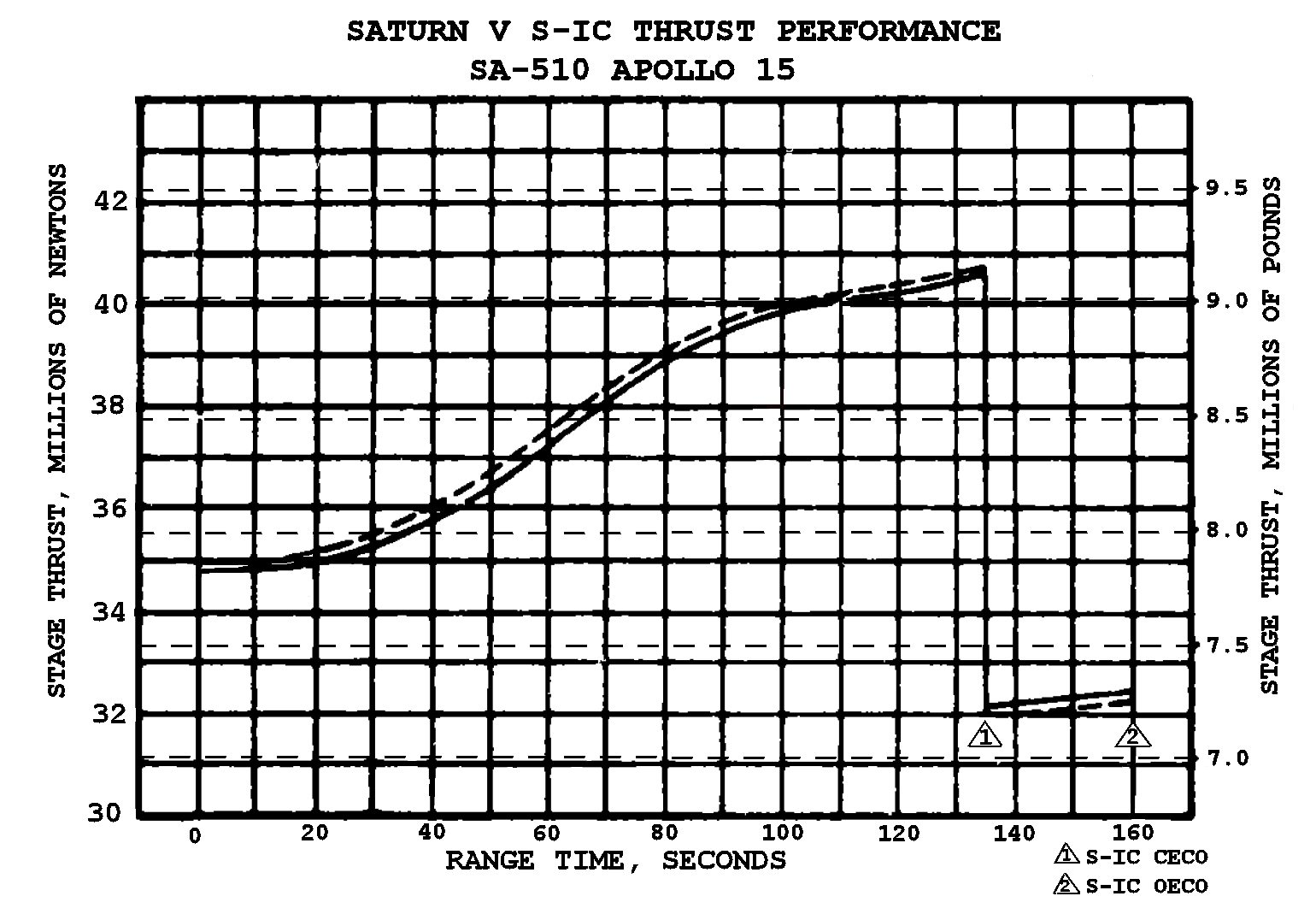
アポロ15号におけるS-ICの推力グラフ。離陸時の推力は3,543トン (34.8MN)

N-1の最大離陸推力は4,484トン (44.1MN) であり、将来的にはエネルギアの推力を46MNまで向上させ、貨物機バルカン (Vulkan) を使用して低軌道に175トンの衛星を投入できるように改良する計画もあった。一方サターンも、改良型のF-1Aエンジンを使用して推力を18％向上させ、低軌道に137トンの打ち上げ能力を持つようにすることが検討されていた。

### スペースシャトル
スペースシャトルは最大で30.1MNの推力を持ち、（シャトル本体を除けば）低軌道に28.2トンの衛星を投入できる能力を持っているが、それはサターンVの25％にしかすぎない。シャトル本体を含めれば総重量は最大で112トンになるが、アポロ15号では第三段S-IVBとアポロ宇宙船を含めた総重量は140.976トンであった。

### スターシップ
スターシップは最大で72MNの推力を予定している。再使用を前提とした形態では50トン、使い捨てでは100トンを地球低軌道に投入でき、軌道上の燃料補給次第では月面や火星に100トンの物体を投入可能な能力を有している。

### 推力比較上の問題点
ロケットの推力比較には以下の様な問題があり、一概的な比較は難しい。
- 実際にロケットが発生する推力は、公表されている数値に対して誤差がある。
  - 第一段S-IC全体で3,397.5トン (33.35MN) から3,447.5トン (33.85MN) へとパワーアップされたものの、公表された数値と実際に計測された数値（3,544トン、34.8MN）とは異なっている。
  - 原因としては、ロケットの推力は実際に飛行するまでに直接計測する方法が存在せず、実験段階では燃焼試験台での圧力、ターボポンプの回転速度、燃料の密度や流量率、ノズルのデザイン、大気の状態、そして大気圧などを元にして数学的に計算して求めるしかないことが挙げられる。

- 推力は、スロットル（推力調整）機能を持たないエンジンであっても、高度上昇による大気圧の変化によって大きく変化するため、真空推力（上段ロケットに対して使われる）と海面推力（下段ロケットに対して使われる）の二種類があるが、両者は混同されることがある。
  - アポロ15号では、離陸推力はおよそ3,544トン (34.8MN) だったが、発射後135秒の段階においては、4,159トン (40.8MN) にまで増大した。
- 推力は燃料と酸化剤の混合比の変化、燃焼時の燃料密度の変化、ターボポンプ・ノズル・噴射機の性能など、様々な要素によって変動するものであり、上記に加えてさらに平均推力と最大推力の二種類に細分化されるが、これも混同されることがある。

## 組立

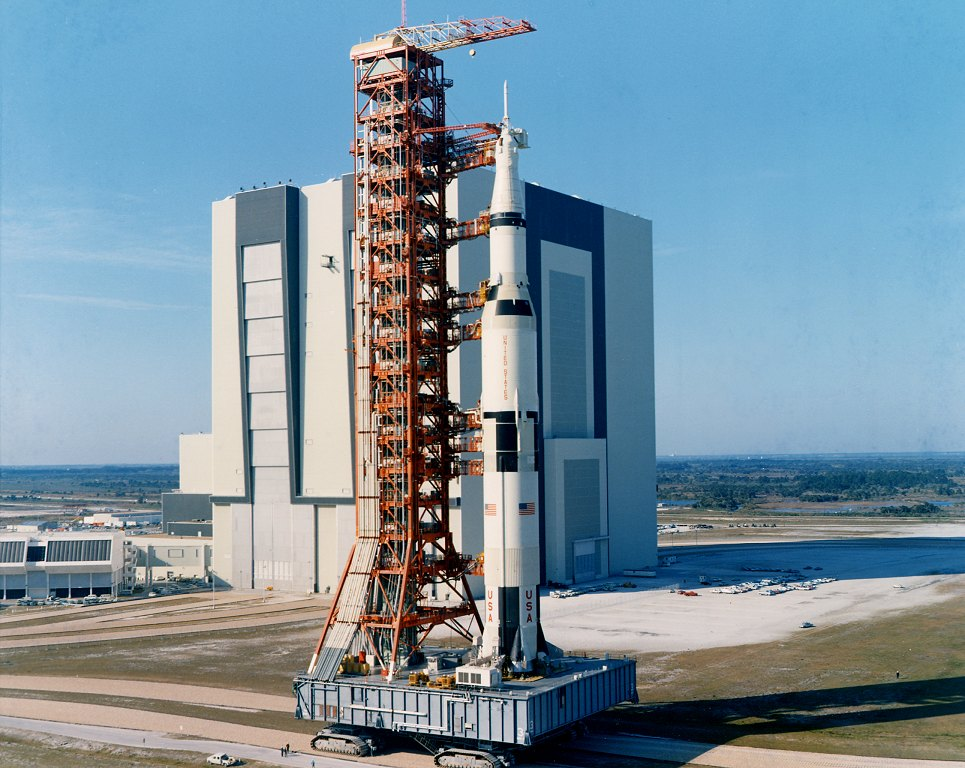
VABから発射台に向かうサターンV（アポロ10号）

ロケットの各段は、完成するとケネディ宇宙センターにそれぞれ搬入される。S-ICはニューオリンズで製作された後、ミシシッピー川を下りメキシコ湾からフロリダ半島を迂回して、インター・コースタル水路を通って垂直組立棟（Vertical Assembly Building。現在はロケット組立棟、Vehicle Assembly Building）まで運ばれる。S-IIはカリフォルニアで製作され、パナマ運河を経由して運ばれてくる。第三段と自動制御装置は、エアロ・スペースライン社の「プレグナントグッピー」あるいは「スーパーグッピー」と呼ばれる輸送機で空路を運ばれる。VABに到着すると、各段は垂直に立てられる前に、まず水平の状態で点検される。NASAには途中の段の搬入が遅れた場合に備えて、糸巻きのような形をしたスペーサーも用意されていた。このスペーサーは高さや重量が本物のロケットと全く同等に作られており、電線の接続部分なども同じ位置に設置されていた。
サターンVは、重さ4,200トンの移動式発射台の上に組み立てられる。発射台の上には高さ120mの接続塔が立てられていて、それらすべてをクローラー・トランスポーター（Crawler Transporter, CT）と呼ばれる輸送車でVABから搬出する。VABから射点までおよそ3マイル (4.8km) の道のりを5 - 8時間かけて移動し、発射台をセットした後は、CTのみが退出する。本体には8台のジャッキが備えられており、ロケットが常に垂直になるよう制御されている。CTはスペースシャトル搬出のためにも使用され、またコンステレーション計画でも使用される予定だった。

## 月飛行手順

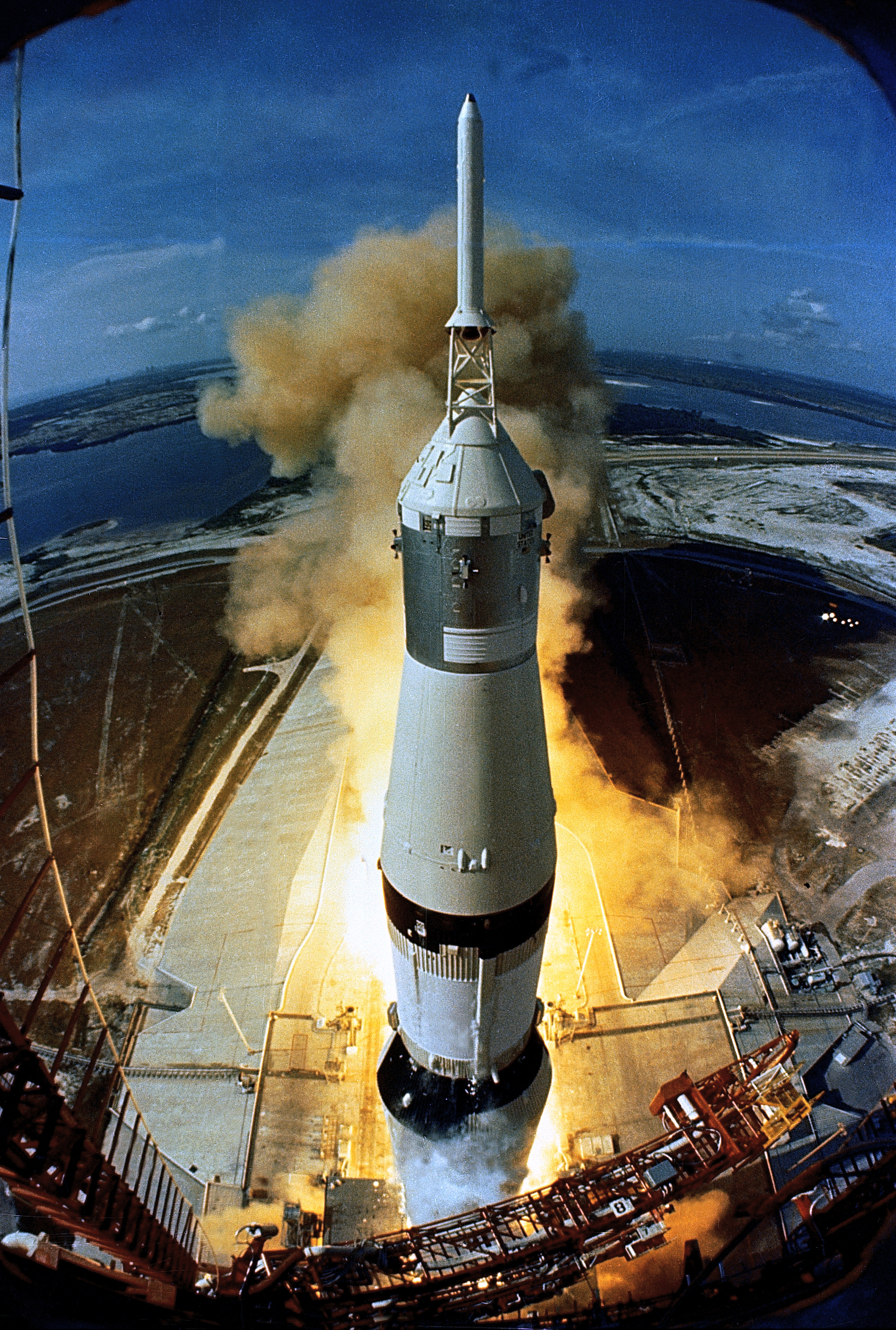
初の月面着陸に成功したアポロ11号の発射。1969年7月16日

サターンVはアポロ計画のすべての月飛行で使用された。いずれもケネディ宇宙センター第39発射施設から発射され、機体が完全に塔から離れた直後から、管制はテキサス州ヒューストンにあるジョンソン宇宙センターに移行する。
全飛行期間中にロケットが噴射される時間は、トータルで20分程度にすぎない。アポロ6号と13号ではエンジンが故障する事態が発生したが、機体に搭載されたコンピューターが残りのエンジンの噴射時間を自動的に延長して、軌道を修正した。

### S-IC（第一段）飛行手順

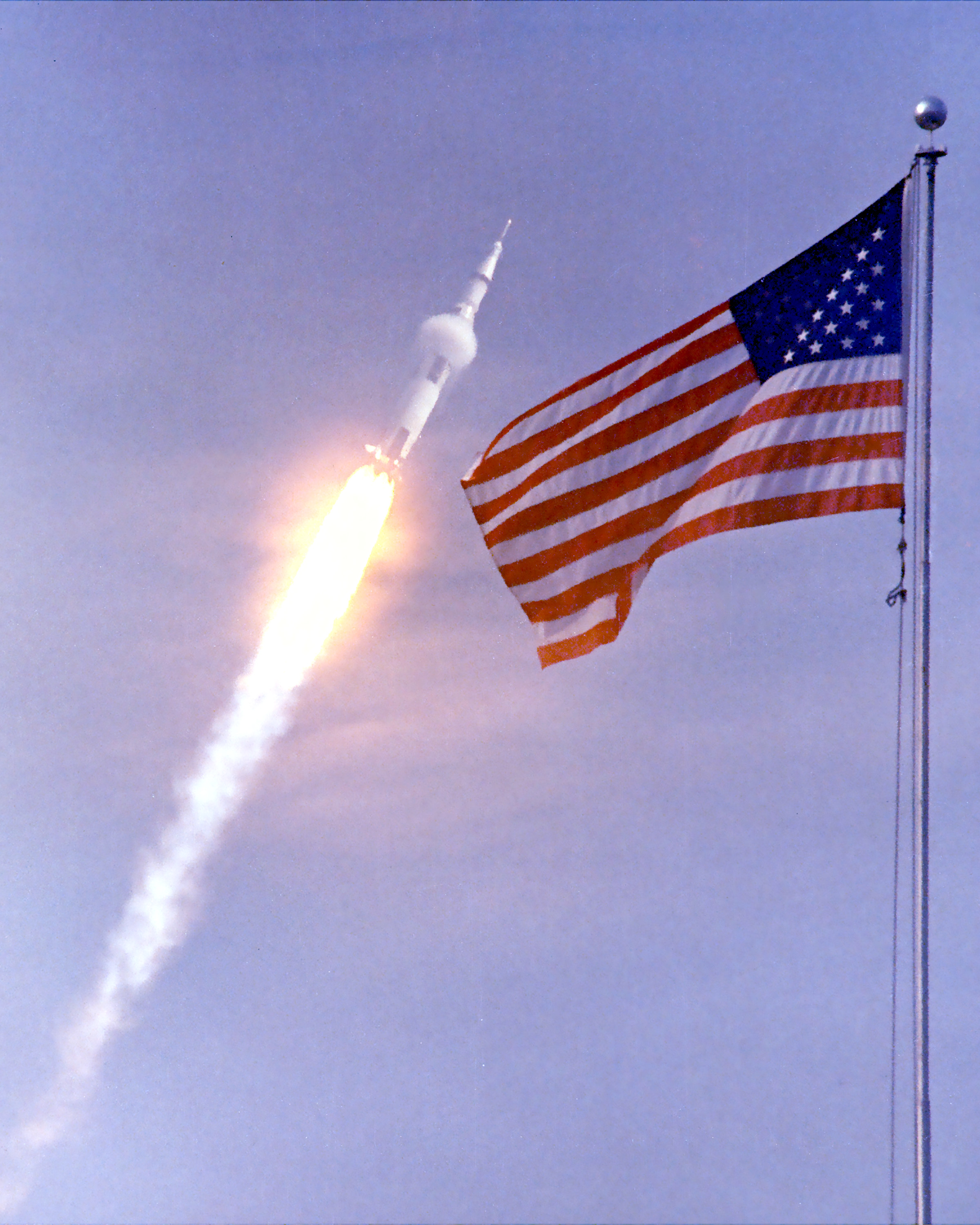
ベイパーコーン（圧縮雲）を発生させるアポロ11号

第一段は2分半の燃焼で2,000トンの燃料を消費し、機体を高度68km、時速9,921km（マッハ8）にまで到達させる。
発射8.9秒前に、まず中央エンジンが点火され、続いて周囲の対角線上にあるエンジンが、機体にかかる負荷を抑えるために300ミリ秒の間隔をおいて点火される。発射2秒前にエンジンが全開になり、機体に搭載されたコンピューターが異常がないことを確認すると、ロケットと塔をつないでいたアームが切り離される。続いて第一段を発射台に固定していたピンが外され、機体はすみやかに離陸を開始する。
機体が完全に塔から離れるまでには、約12秒かかる。その間、強風が吹いて塔と接触したりすることのないように機体は塔と反対の方向に1.25度傾けられる（この運動はわずかなものだが、東西方向から撮影された映像では確認することができる）。高度130mに達すると機体は方位角を合わせるためにローリングを開始し、第二段点火の38秒前まで徐々に角度を傾けていく。このプログラムは、発射が行われる季節の風向きによっても異なってくる。高度約2,000mで秒速480m（マッハ1.4）に達し、飛行の初期段階はもっぱら高度を得ることに費やされ、速度を得るのは後半部分になる。
発射後約80秒で、最大動圧点（ロケットの増速度による動圧の増大と、大気圧の低下による動圧の減少が拮抗する点）に達する。その後も速度は増加し続けるが、気圧の低下による動圧の減少の寄与のほうが大きいので、この時点以上の動圧が掛かることはない。すなわち、「機体が耐えなければならない動圧」という観点では、ここが最も最大となる点である。
機体は燃料を消費することによって次第に軽くなり、さらにF-1エンジンは気圧が低くなると推力が増大するために、加速度はどんどん大きくなっていく。そのため、加速度を4G以下に抑えるよう発射後135秒で中央エンジンは燃焼を停止する。しばらくすると再び加速度は増大するものの、4Gになる直前で第一段の燃焼が終了する。エンジン停止後1秒以内に第一段ロケット上部の8基の固体燃料ロケットが噴射され、機体を上段ロケットから引き離す。高度67kmで切り離されたS-ICは、その後放物線軌道をとり高度110kmまで上昇し、発射場から560km離れた大西洋上に落下する。

### S-II（第二段）飛行手順

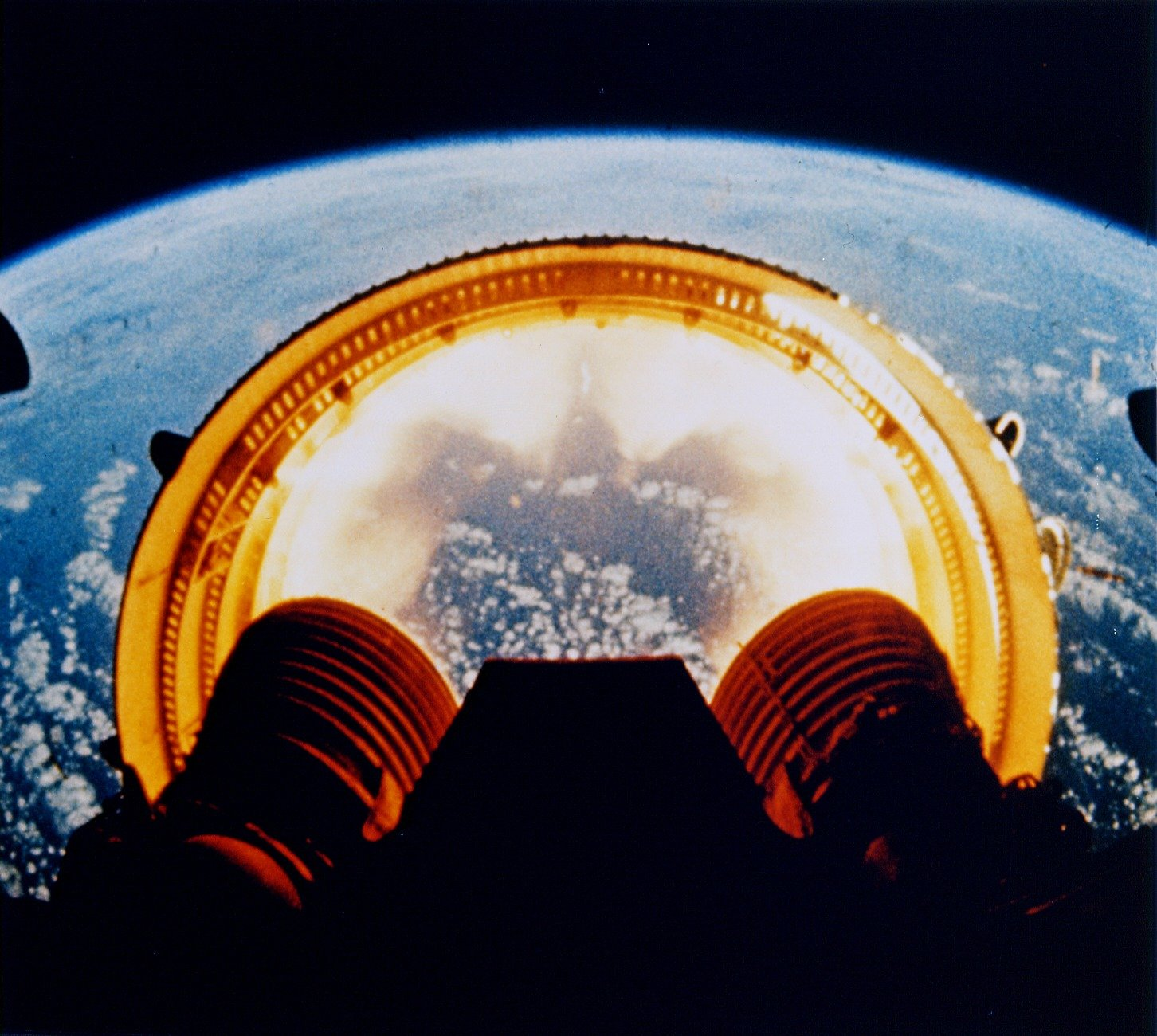
アポロ6号で撮影された接続リングの切り離し (NASA)

S-ICが切り離された後、S-IIは6分間にわたって燃焼し、機体を高度176kmまで上昇させ時速25,182km（秒速7km）まで加速する。
S-ICの切り離しから30秒後に、第一段と第二段の接続リングが投棄される。さらにその3秒後に、緊急脱出用ロケット (LES) が切り離される。なおLESを投棄した後も、飛行士には様々な脱出手段が用意されている。
第二段の点火から38秒後に、ロケットの制御は事前にプログラムされていたものから、コンピューターによる自動制御に切り替わる。もし自動制御装置が故障した場合は、飛行士はロケットの制御を司令船のコンピューターに移行するか、緊急脱出するかの二択となる。
第二段の燃焼停止90秒前に、縦方向の共振を抑えるために中央エンジンの燃焼が停止される。初期のミッションでは第一段と同様、加速度を抑えるために中央エンジンが早期にカットされていたが、アポロ14号以降は振動を抑制するためにこの手順が導入された。この時間帯に、第二段に残っている利用可能な燃料は残り少なくなっているため、液体酸素の流量が下げられて混合比が変えられる。この操作は、あらかじめ決定されたデルタ-Vマニューバ（軌道速度微小変化操作）によって行われる。
S-IIのタンクの底には推進剤の残量を計測するセンサーが5個設置されており、その中のどれか2つが「タンクが空になった」という信号を発信すれば、エンジンは停止される。1秒後に、頂上部に設置された固体燃料ロケットが逆噴射して両者を分離し、さらに数秒後に第三段ロケットが点火される。その後S-IIは、発射地点から4,200km離れた大西洋上に落下する。

### S-IVB（第三段）飛行手順
S-II（第二段）とS-IVB（第三段）の接続部分はS-IIと一体化されているため、切り離しの手順は一度で済まされる。
アポロ11号の飛行では、第三段ロケットは発射後11分40秒で燃焼を停止するまで2分半にわたり噴射され、待機軌道に乗った。この時点で発射場からはすでに2,640km離れた地点を飛行しており、高度は188km、速度は秒速7,790m（時速28,000km）であった。第三段はアポロ宇宙船を搭載したまま地球を二周半し、その間に飛行士と地上の管制官たちは、月軌道に投入するための準備をした。

アポロ7号で地球周回軌道を漂うS-IVB。7号はサターンIBによって打ち上げられたが、第二段にはサターンVと同じS-IVBが使用されていた。上部に見える宇宙船とロケットを接続する4枚のパネルは、サターンVの飛行では切り離される。

待機軌道は通常の衛星に比べると極めて低いもので、そのままでは空気抵抗のために速度が減少し、大気圏再突入してしまう。しかし月飛行の場合は待機軌道には短期間しか滞在しなかったため、それほど問題になることはなかった。S-IVBは再点火する前に推進剤をタンクの底に押しつけるため、燃料の液体水素を排気して微少推力を発生させる。
アポロ計画の最後の3回のミッションでは、搭載物重量を増加させるため待機軌道は150kmにまで下げられた。逆に月飛行を目的としないアポロ9号とスカイラブでは、軌道は他の有人飛行なみの十分な高度にまで高められた。
アポロ11号では、月軌道投入は発射後2時間44分であった。S-IVBはエンジンをおよそ6分間にわたって噴射し、宇宙船を脱出速度に近い秒速11.2km（時速40,320km）にまで加速した。これにより宇宙船は月の重力圏にとらえられ、燃料の消費は最小限に抑えられた。
軌道投入から40分後に司令・機械船はS-IVBから離れ、180度転回して月着陸船とドッキングした。さらにその50分後に、司令・機械船および月着陸船は使用済みの第三段から分離した。
S-IVBは、もしそのまま同じ軌道上に残っていれば、宇宙船と衝突するなどの障害が発生する可能性があるため、残った燃料を排出し、補助の推進システムを噴射して軌道から離された。アポロ12号以前のミッションでは、S-IVBは月の重力を利用したスイングバイ軌道に乗るよう制御され、地球の重力圏を脱して太陽を周回する軌道（人工惑星軌道）に乗せられた。13号以降では月面に衝突するようコントロールされ、それ以前のミッションで月面に設置された地震計は、その衝撃をはっきりととらえていた。このデータは、後に月の内部構造を知るための重要な手がかりとなった。
アポロ9号は地球周回軌道上で宇宙船の性能を試験する特別なミッションであったため、S-IVBはエンジンを再点火した後、地球周回軌道を離れ、惑星軌道に乗せられた。
2002年9月3日、香港出身のアマチュア天文学者Kwong Yu Yeung（楊光宇）は小惑星と思われる物体を発見した。J002E3と仮称されたこの物体は、地球を周回する軌道上に存在していることが判明し、世界中の天文学者を驚かせた。なぜなら通常はこのような軌道を周回する衛星は、地球・月・太陽の摂動によってすぐに軌道外にはじき出されてしまうからである。スペクトル分析の結果、この物体の表面はサターンVの塗料と同じ二酸化チタンで覆われていることが明らかになった。そして軌道変数を計算すると、この小惑星と思われた物体は、アポロ12号の第三段であることが判明した。
12号のミッション当時、地上の管制官は宇宙船を切り離した後、S-IVBを惑星軌道に乗せるよう操作したが、ロケットの燃焼時間が長すぎた。そのためスイングバイ軌道で月を通過する距離が離れすぎ、速度が不足したため地球を周回する軌道上に残ってしまったのである。なお1971年当時には、12号のS-IVBは重力の摂動により、31年後には再び地球の重力圏にとらえられると考えられていた。しかしその後J002E3は、2003年6月に地球周回軌道を離れ、太陽を周回する軌道に移行した。

## スカイラブ

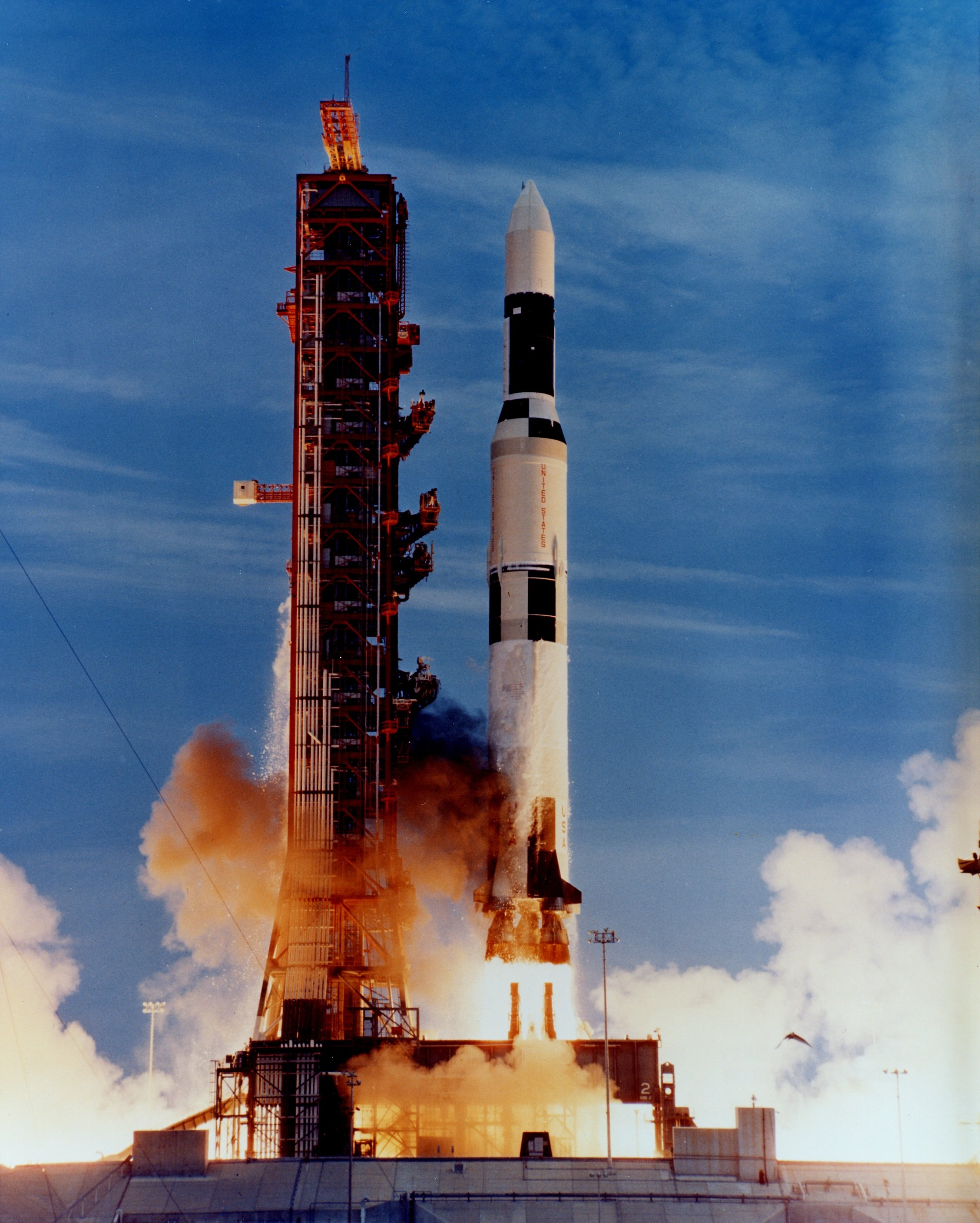
スカイラブを搭載した、サターンV最後の発射

1968年、アポロ計画の余剰品のロケットや宇宙船を使用して科学的探査を行うことを検討する、アポロ応用計画が発足した。計画の内容のほとんどは宇宙ステーション建設に集中し、また実際、それはスカイラブ計画となって実現することになる。スカイラブを打ち上げたサターンVはINT-21とも呼ばれる二段式ロケットで、アポロ計画の中で唯一月へと向かわなかったものであった。
初期の段階では、サターンIBでS-IVBを軌道上に打ち上げ、宇宙空間で使用済みの燃料タンクを居住区に改造する「湿式改造 (wet workshop)」方式が計画されていたが、後にこの案は捨て去られ、S-IVBを宇宙ステーションに改造したスカイラブを地上であらかじめ製作し、サターンVで軌道上に打ち上げる「乾式改造 (dry workshop)」方式へと変更された。実際にはサターンIBで使用される予定だった第二段がスカイラブに改造され、バックアップ用に製作されたサターンVの第三段は、現在はスミソニアン航空宇宙博物館に展示されている。
スカイラブには1973年5月25日から1974年2月8日にかけて、都合三組（9名）の飛行士が滞在し、本体は1979年7月11日に大気圏に再突入した。
スカイラブは、当初はスペースシャトルが初飛行するまで軌道上にとどまってくれるものと期待されていた。シャトルのエンジンを使って軌道を上昇させ、将来的な宇宙ステーションとして使用することも検討されていたが、シャトルの初飛行が1981年にまでずれ込んでしまったため、実現しなかった。また現在の視点から振り返ってみれば、スカイラブは使用目的が限られており、改造したり部品を補充したりして使い続けることができるようには設計されていなかった。

## アポロ計画後に関する提案
キャンセルされたサターンVの改造案の中で最も実現性がありそうだったのは、第一段のエンジンをF-1Aに改造して、真の実力を発揮させるというものであったかもしれない。他にも一段目の翼を取り除いたり（これにより、わずかでも重量削減の効果がある）、より強力なF-1Asエンジンを使って第一段S-ICの全長を伸ばしたり、上段に改良型のJ-2sエンジンを使用するという案などがあった。
いくつか提出された変更案はサターンVに関するもので、その中にはS-ICの上に、S-IIを省いて直接S-IVBを搭載するというサターンINT-20案や、S-ICの両側にF-1エンジンを4基搭載した補助ロケットを2機取りつけ、総計13機のF-1エンジンで発射するというサターンV-23 (L) 案などがあった。
スペースシャトルは、当初はサターンVと提携して使用する輸送機として計画されていた。サターン・シャトルと呼ばれるこの計画では、シャトルは外部燃料タンクの代わりに、S-ICを改造したロケットに搭載されることになっていた。S-ICは2分間燃焼したあと切り離され、自力でケネディ宇宙センターに舞い戻り、シャトルのSRB（固体ロケットブースタ）のように整備され、再使用される。その後シャトルは、自らのメインエンジンで軌道に到達する。サターンで部品を運んで宇宙ステーションを建設し、補給船としてシャトルを使用することも検討されていたが、サターンVの次世代機の開発プランがなかったためにこの計画も立ち消えになり、アメリカの巨大ロケット開発の歴史は、ひとまず幕を閉じることとなった。アメリカの宇宙開発ファンはこの結果を悲しんだが、その後はスカイラブやミールの技術を流用して、アメリカとロシア両方の宇宙船がドッキングできる装置を備えた国際宇宙ステーション計画となって引き継がれてゆく。
サターンVは、無人火星探査計画や、原子力ロケット「NERVA（ネルヴァ）」の発射実験のために使用されることも計画されていたが、いずれもキャンセルされた。

## 後継機
1950年代から1980年代にかけて提出された、サターンVよりも巨大なロケットに関する提案は、一般にノヴァ (Nova) と呼ばれている。ノヴァについては、30種類以上もの異なるプランが提出された。
ウェルナー・フォン・ブラウン博士やその他の研究者たちは、いずれも第一段に8基のF-1エンジンを装備した、直接降下方式で月面に着陸するロケットの案を持っていた。またサターンVの上段に、セントールなどの他のロケットを搭載する案もあり、そのようにして性能を向上させたロケットを使用すれば、無人外惑星探査や、有人火星探査も可能になるであろうと思われた。
2006年、NASAはスペースシャトルの技術を流用した重量級ロケット、アレスVを発表した。サターンVに敬意を表し、初期のデザインでは高さはサターンVと同じ110mで、第一段にはシャトルのメインエンジン（SSME）を5基使用し、また固体燃料補助ロケットには、同じくシャトルのSRBを5セグメントに増強したものを搭載する（シャトルは4セグメント）。アレスVのデザインはその後も進化し、第一段にはSSMEよりも安価で強力なRS-68を使用することが決定した。2008年、NASAは第一段に6基のRS-68を搭載し、5.5ブロックのSRBを持つ新たなアレスVのデザインを発表した。新型ロケットの離陸推力は約4,032トンで、サターンVやロシアのN-1、あるいはエネルギアよりも強力なものである。上段にはS-IVBを基礎に開発された地球脱出用ロケット (Earth Departure Stage, EDS) が搭載され、エンジンにはJ-2を改良したJ-2Xを利用し、月着陸船「アルタイル (Altair)」を低軌道に投入する。新アレスVは全長116mで低軌道に180トンの打ち上げ能力を持ち、サターンVやロシアの二つの巨大ロケット（N-1およびエネルギア）に対し、全長やペイロードをいずれも凌駕することになる。
さらにロケットダイン社（プラット・アンド・ホイットニー社の一部門で、かつてはボーイング社およびロックウェル・インターナショナル社が所有していた）は、RS-68を基礎にして新たにRS-68Bを開発した。RS-68Bは推力はサターンVのF-1エンジンの半分以下だが、より効率的で、シャトルのSSMEのように推力を調整する機能を持っている。このエンジンを第一段に使うことにより、EDSやアレスIの第二段に搭載されるエンジンは、J-2X 1機だけで済むことになった。

## コスト
1964年から1973年にかけて、サターンVのために使われた予算は総額65億ドルで、年間でのピークは1966年の12億ドルであった。2007年度の貨幣価値に換算すると、およそ320 - 450億ドルになる。1回の発射にかかる費用は、24 - 35億ドル（2007年度換算）ということになる。
アポロ計画が中止された最大の理由は、その多額のコストであった。1966年にはNASAは総額で45億ドルの予算を得ていたが、これはその当時のアメリカのGDPの0.5％に相当した。

## サターンV全飛行記録
| シリアルナンバー | 計画          | 発射日         | 特記事項 |
| ---------------- | ------------- | -------------- | --- |
| SA-501           | アポロ4号     | 1967年11月9日  | 初飛行。すべての実験が成功 |
| SA-502           | アポロ6号     | 1968年4月4日   | 第二段と第三段のJ-2エンジンに問題が発生 |
| SA-503           | アポロ8号     | 1968年12月21日 | 初の有人飛行。月を周回 |
| SA-504           | アポロ9号     | 1969年3月3日   | 地球周回軌道上で月着陸船の有人飛行試験 |
| SA-505           | アポロ10号    | 1969年5月18日  | 月面着陸の予行演習 |
| SA-506           | アポロ11号    | 1969年7月16日  | 史上初の月面着陸 |
| SA-507           | アポロ12号    | 1969年11月14日 | 無人月面探査機サーベイヤー3号の近くに着陸。発射時に2度雷の直撃を受けたが、ダメージはなかった                                                      |
| SA-508           | アポロ13号    | 1970年4月11日  | 月に向かう途中で酸素タンクが爆発する事故が発生したが、飛行士は無事に帰還                                                                          |
| SA-509           | アポロ14号    | 1971年1月31日  | フラ・マウロ高地の近くに着陸 |
| SA-510           | アポロ15号    | 1971年6月26日  | 月面車を初めて使用 |
| SA-511           | アポロ16号    | 1972年4月16日  | デカルト高原に着陸 |
| SA-512           | アポロ17号    | 1972年12月6日  | 初の夜間打ち上げ。アポロ計画最後のミッション |
| SA-513           | スカイラブ1号 | 1973年5月14日  | 宇宙ステーション・スカイラブを打ち上げに使用。残骸（先端部もしくはエンジンの一部）が1975年1月11日にジブラルタル西方約1600kmの大西洋上に落下した。 |
| SA-514           | 未使用        | 未使用         | アポロ18・19号のために製作されたものの、計画の中止で使用されず                                                                                    |
| SA-515           | 未使用        | 未使用         | スカイラブのバックアップ用に製作されたものの、計画の中止で使用されず                                                                              |

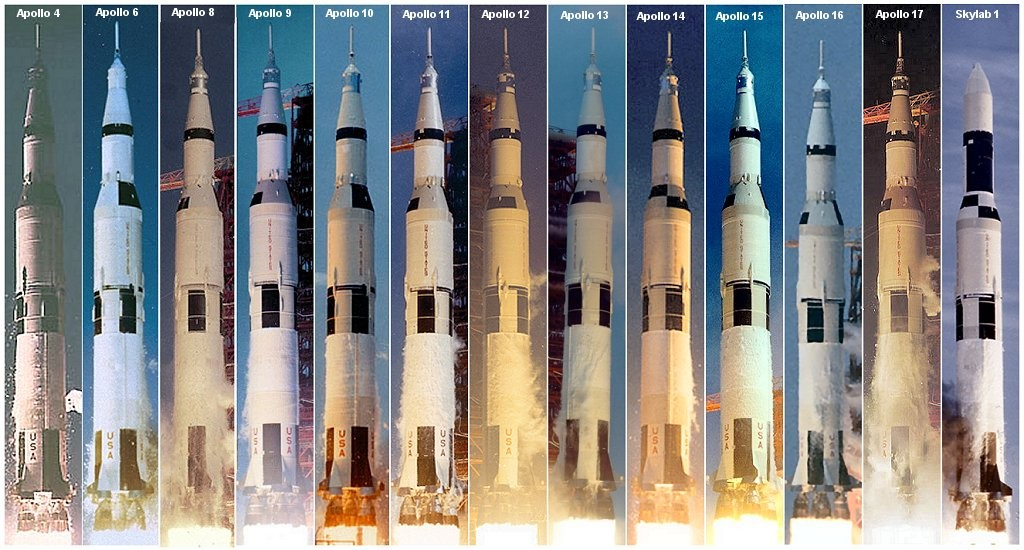
アポロ4号からスカイラブまで、全13回のサターンV発射の場面

サターンVは、現在は3機が博物館に展示されている。

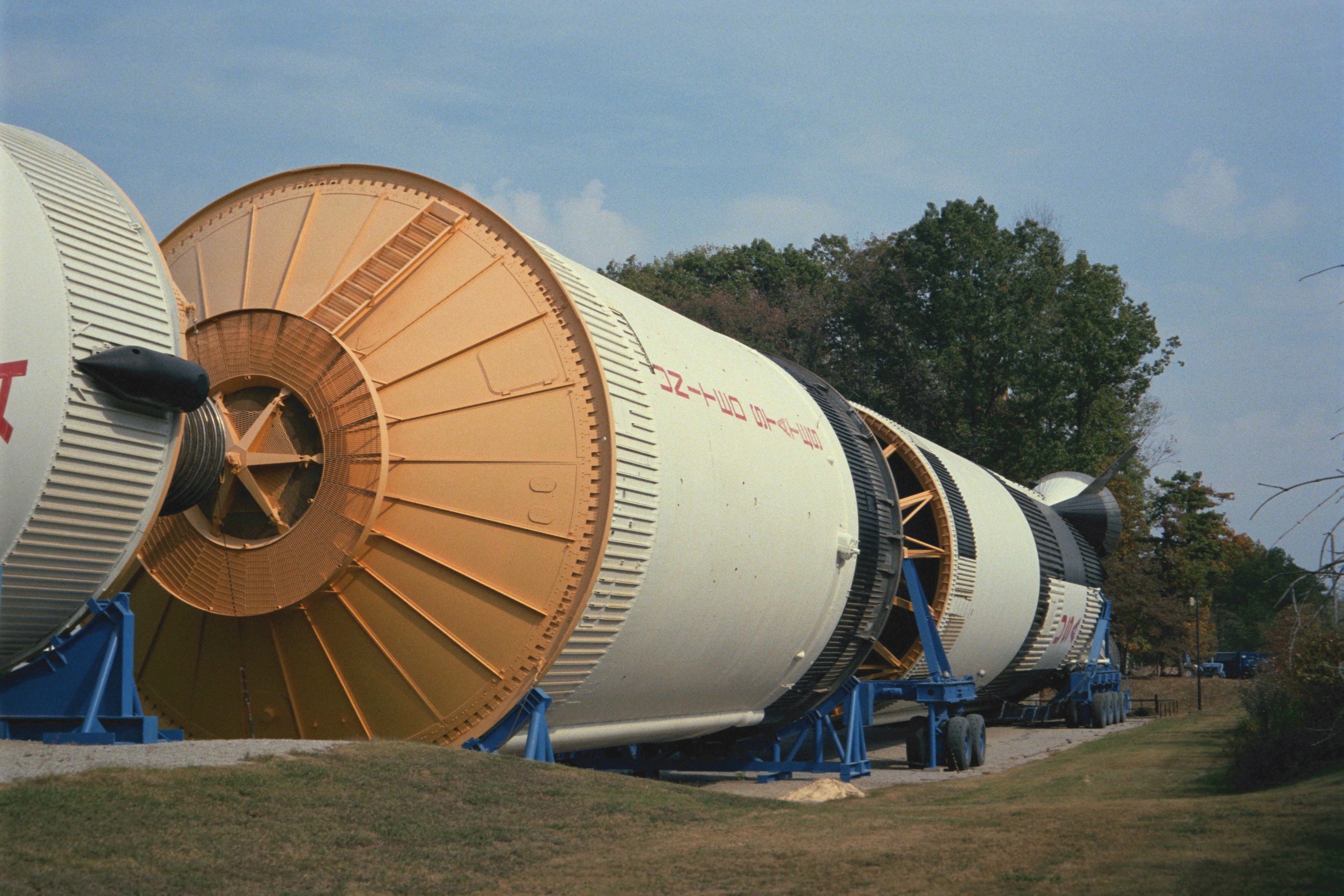
アラバマ州ハンツビル合衆国宇宙ロケットセンター内の屋内展示場に移される前に展示されていたサターンV

- ジョンソン宇宙センターに展示されているものは、SA-514の第一段、SA-515の第二段、SA-513の第三段である。
- ケネディ宇宙センターに展示されているものは、試験用に製作された第一段と、SA-514の第二・第三段である。
- 合衆国宇宙ロケットセンター(U.S. Space & Rocket Center) 内の、2008年1月に開館した屋内展示場に展示されているものは、S-IC-D、S-II-F/D、S-IVB-D（すべて試験用に作られたもので、実際に飛行する予定はなかった）である。

上記の三つの中で、実際に飛行する予定だったのはジョンソン宇宙センターに展示されているものだけである。合衆国宇宙ロケットセンターには、実物大の直立した模型も展示されている。またSA-515の第一段は、ルイジアナ州ニューオリンズのメーシュ組立工場に展示されている。SA-515の第三段は、スカイラブのバックアップ用に改造され、現在はワシントンD.C.のスミソニアン航空宇宙博物館に展示されている。
サターンVに関するすべての文書はマイクロフィルムに収められ、マーシャル宇宙飛行センターに保存されている。